# Дом профессора
«Дом профессора» (англ. The Professor's House) — роман американской писательницы Уиллы Кэсер, опубликованный в 1925 году.

## Сюжет
Когда профессор Годфри Сент-Питер с женой переезжает в новый дом, он начинает чувствовать неудовлетворение новым жизненным поворотом. Он продолжает научную работу в своей пыльной лаборатории в старом доме, пытаясь вернуть прежнюю жизнь. Две его дочери выходят замуж и покидают родной дом, в семье появляются два зятя. Это провоцирует кризис среднего возраста, заставляя профессора чувствовать, будто он потерял волю к жизни из-за отсутствия цели.
Первая часть романа описывает взаимоотношения профессора с его новым зятем и его семьёй, при этом постоянно упоминая боль, которую все чувствуют из-за смерти Тома Аутленда, который был убит на Первой мировой войне. Аутленд не только был учеником и другом профессора, но и женихом его старшей дочери, которая стала обеспеченным человеком, благодаря изобретению Аутленда.
Центральная часть романа посвящена Аутленду и его исследованию древнего города в скале в штате Нью-Мексико. История подаётся как воспоминания профессора.
В заключительной части профессор остаётся один, когда остальные уезжают в путешествие по Европе. Он чудом избегает смерти из-за утечки газа в его лаборатории и осознаёт, что желает умереть. Профессора спасает семейная портниха Огаста, которая всегда была его верным другом. Профессор решает продолжать жить дальше.

## Создание
Роман создавался в течение нескольких лет. Кэсер сначала написала центральную часть, «История Тома Аутленда», а затем добавила к ней вводную часть «Семья» и заключение «Профессор».

## Отзывы
На протяжении большей части XX века критики пренебрегали романом, однако в 1980-е годы интерес к нему вернулся на волне феминистского движения. Хотя многие из романов писательницы были признаны классикой, «Дом профессора» оставался в стороне, так как считался «морально и психологически незавершённым». В качестве причины этой неудачи критики часто упоминали ломаный формат, упрекая выбранную структуру в необоснованности. Также проблему находили в двойственном изображении психологии профессора: читатель не понимал, как воспринимать желание уединения и зацикленность на прошлом. Профессор — семейный человек, с университетским образованием, но внутренний конфликт достигает кульминации, когда он отказывается от «местного сообщества ради ностальгии по национальному идеалу». Но, например, Антония Байет называет роман «шедевром… выстроенным почти идеально, особенной подвижным и совершенно оригинальным».

### Форма
Роман называли «обрывочным и незавершённым», так как центральная часть, «Истории Тома Аутленда», ломает линию повествования.
Дж. Шретер выразил наиболее распространенную точку зрения относительно структурного смысла романа в своем эссе Willa Cather and The Professor’s House: «Вторая книга является „бирюзой“, а первая и третья книги — тусклое серебро. Весь роман, другими словами, строится как индийский браслет. Не трудно заметить, что Уилла Кэсер хочет создать ироничный контраст не только между двумя частями украшения, но и между двумя цивилизациями, между двумя эпохами, между двумя мужчинами, Марселлом [sic] и Аутлендом, символизирующими эти различия».
Однако некоторые критики отметили, что, проанализировав структуру романа с точки зрения сонатной формы, можно считать роман полной трёхчастной сонатой или сонатой, разбитой на экспозицию, разработку и репризу. Другие критики, такие как Сара Уилсон, сравнивали роман с голландским стилем живописи (Кэсер упоминает его в своей переписке), считая, что это объясняет и тему, и структуру. Голландская живопись позволяет получить представление о контексте, в котором существуют изображённые объекты. Для неё характерны переполненный интерьер и, по описанию Кэсер, «квадратное окно, открытое… через которое приходит ощущение моря и голландских кораблей, тихо курсирующих по всем водам земного шара — на Яву и так далее». Применительно к «Дому профессора», первая и третья книги служат переполненным голландским интерьером, в то время как «История Тома Аутленда», с более открытым сеттингом и голосом, является открытым окном.

### Гомосексуальный подтекст
В последние годы появилось новое прочтение романа. Оно сосредотачивает внимание на отношениях профессора с Томом, а также отношениях Тома с его другом Родди. Благодаря влиянию юности Тома, работа профессора идёт легко и плавно. «Том представляет желание профессора жить с наслаждением». Для профессора потеря Тома также представляет отказ от гомоэротического влечения и вместе с этим — жизнь «без удовольствия… без радости, без страстного горя». Том и Родди делят глубоко интимный опыт открытия. Том считает коммерческие планы Родди как предательство, и они переживают разлад с характеристиками разрыва романтических отношений.